# (24702) 1991 OR
(24702) 1991 OR là một tiểu hành tinh nằm ở rìa trong của vành đai chính. Nó được phát hiện bởi Henry E. Holt ở Đài thiên văn Palomar ở Quận San Diego, California, ngày 18 tháng 7 năm 1991.